# Langer (powieść)
Langer – polski thriller kryminalny autorstwa Remigiusza Mroza, wydany w 2023 roku nakładem wydawnictwa Czwarta Strona. Stanowi spin-off wielotomowej serii prawniczej o Joannie Chyłce i Kordianie Oryńskim, koncentrując się na postaci Piotra Langera Juniora.
W 2024 roku SkyShowtime zapowiedziała ekranizację powieści z Jakubem Gierszałem w roli głównej (aktor wcielił się w rolę Piotra Langera Juniora również w serialu Chyłka).
Kontynuację utworu stanowi thriller Paderborn, wydany w 2024 roku.
Książka koncentruje się wokół losów seryjnego mordercy Piotra Langera Juniora oraz poznanej przez niego tajemniczej kobiety Niny Pokory.
- Choć adwokatka Joanna Chyłka zostaje w powieści wspomniana, bezpośrednio nie pojawia się w niej[3].
- Prokuratorzy Karolina Siarkowska i Olgierd Paderborn, jedne z postaci powieści, występowały również w serii o Joannie Chyłce i Kordianie Oryńskim.